# Чан, Деннис
Чэнь Госи́нь (кит. трад. 陳國新, упр. 陈国新, пиньинь Chén Guóxīn), также известный как Деннис Чан (англ. Dennis Chan) — гонконгский китайский актер, сценарист, режиссер и продюсер. Родился 25 мая 1949 года в Гонконге. Он является младшим братом актёра-режиссера Филиппа Чана.
Ещё будучи в школе, Деннис Чан появился со своей группой на телевизионном эстрадном шоу и был приглашён директором RTHK на прослушивание. Он был принят в штат и регулярно выступал в телевизионных драмах в 1970-х гг. В 1977 году стал продюсером эстрадных шоу.
Чан присоединился к кинокомпании «D&B» в 1984 году в качестве менеджера по дистрибуции, но ушёл из неё в 1987 году учиться кинопроизводству в Голливуде.
Возвратившись в 1995 году в гонконгскую киноиндустрию, он работал в основном в продюсировании, написании сценариев и режиссуре. В 1993 году он стал совладельцем китайской кинокомпании «Светлый путь». В 1999 году кинокомпания заключила долгосрочный контракт с Министерством культуры Китая и стала производить программы на китайском телевидении об истории и культуре.
Деннис Чан в основном выступал в качестве актёра второго плана, время от времени получая главную роль. Чан также появляется в нескольких американских фильмах. В частности, он играл с Жан-Клодом Ван Даммом и Сашей Митчеллом тайского учителя в трёх фильмах «Кикбоксер» (1, 2, 3).
Первый фильм Чана датирован 1981 годом, последний — 2016 годом.